# Nymula phliasus
Nymula phliasus är en fjärilsart som beskrevs av Pieter Cramer 1777. Nymula phliasus ingår i släktet Nymula och familjen Riodinidae. Inga underarter finns listade i Catalogue of Life.